# Urban Chaos: Squadra Antisommossa
Urban Chaos: Squadra Antisommossa è un videogioco di tipo sparatutto in prima persona, sviluppato dalla Rocksteady Studios e pubblicato dalla Eidos Interactive nel 2006.

## Trama
Il protagonista è Nick Mason, membro del T-Zero, un organo speciale che collabora con la polizia. Nick deve far fronte a una sommossa che si è scatenata in una città americana (nel gioco non viene nominata) e che sta provocando danni a edifici e persone.

## Modalità di gioco
Scopo del gioco è quello di liberare una determinata area del gioco dai rivoltosi ed eventualmente salvare diverse persone.
All'inizio il giocatore dispone di un equipaggiamento abbastanza ampio, un fucile d'assalto, un fucile a pompa e una pistola, che successivamente si possono potenziare con il conseguimento di obiettivi e di alcune missioni. Molto utile sarà  lo scudo blindato che si trova in punti specifici durante le varie missioni, indispensabile per liberare degli ostaggi dalla minaccia dei piromani. Oltre alle armi iniziali, si possono trovare anche armi come mannaie e motoseghe utilizzate dai nemici.
Durante le missioni il giocatore viene spesso aiutato da pompieri che spengono incendi o apriranno porte chiuse e scorteranno civili feriti al sicuro, o dottoresse che curano completamente per un massimo di tre volte.
In tutte le missioni per sbloccare armi e potenziamenti è necessario conseguire tre obiettivi "secondari". Al termine di ogni missione si conquista una medaglia.